# Galeus gracilis
Galeus gracilis es una especie de peces de la familia Scyliorhinidae en el orden de los Carcharhiniformes.

## Morfología
• Los machos pueden llegar alcanzar los 34 cm de longitud total.

## Hábitat
Es un pez de mar y de clima tropical que vive entre 290-470 m de profundidad.

## Distribución geográfica
Se encuentra al norte de Australia.